# セルパ (チーズ)
セルパ（ポルトガル語: Queijo Serpa）はポルトガルで生産される、羊乳を原料としたチーズ。名称は産地のひとつセルパに由来する。淡黄色の中身はやわらかく、小さくあけた穴からスプーンですくいパンに塗ったりして食す。似たチーズのセーラ・ダ・エストレーラの製法が伝わったもので、その伝播時期は出典不明ながら2、3世紀とも言われる。
1996年にEUの原産地名称保護制度におけるPDO認定を受けている。スローフード協会により“味の箱舟”に選定されている。原料には羊乳を使い、凝固剤としてチョウセンアザミのおしべを使う。
わずかな酸味と羊乳の甘みが感じられ、ワインと相性がよいとされるが、熟成が進むんだものは干物のような味わいとなる。